# Eyres-Moncube
Eyres-Moncube ist eine französische Gemeinde mit 347 Einwohnern (Stand 1. Januar 2022) im Département Landes in der Region Nouvelle-Aquitaine (vor 2016: Aquitanien). Sie gehört zum Arrondissement Mont-de-Marsan und zum Kanton Chalosse Tursan.
Es kursieren viele mögliche Erklärungen für die Herkunft des Namens Eyres. Er könnte vom griechischen Wort Eyros (deutsch Wolle), von Ayre (deutsch Dreschplatz) stammen oder ein Diminutiv des Namens der Leyre, eines Flusses in den Landes, sein.
Die Einwohner werden Eyrois und Eyroises genannt.

## Geographie
Eyres-Moncube liegt circa 20 Kilometer südlich von Mont-de-Marsan in der Landschaft Chalosse der historischen Provinz Gascogne.
Umgeben wird Eyres-Moncube von den Nachbargemeinden:
|                | Saint-Sever                                 | Montsoué  |
| Audignon Dumes | Kompassrose, die auf Nachbargemeinden zeigt | Sarraziet |
|                | Sainte-Colombe                              | Coudures  |

Eyres-Moncube liegt im Einzugsgebiet des Flusses Adour.
Einer seiner Nebenflüsse, der Gabas, bewässert die Gemeinde ebenso wie seine Zuflüsse, der Bas und der Ruisseau de Pichegarie.

## Geschichte
Im Jahre 1907 wurde das römische Militärlager „Casterot de la Salle“ auf dem Gebiet der Gemeinde entdeckt. 1846 wurden die bislang unabhängigen Gemeinden Eyres und Moncube zur neuen Gemeinde Eyres-Moncube vereinigt. Auf der linken Uferseite des Gabas befand sich Eyres, ein ehemaliges Lehen des Baronats von Hagetmau. Moncube auf dem rechten Ufer unterstand seit dem Mittelalter den Benediktinern aus Saint-Sever. Im 19. Jahrhundert lebten die Bewohner vom Ackerbau und Rinderzucht. Es gab in dieser Zeit auch einen Schneider, einen Holzschuhmacher, einen Schmied und einen Fabrikanten für Karren und Pflüge, eine Stellmacherei. Es gab auch zahlreiche Meierhöfe in der Gemeinde, die im 20. Jahrhundert nach und nach verschwanden.

### Einwohnerentwicklung
Mit der Zusammenlegung der beiden früheren Gemeinden Eyres und Moncube zeigte die neue Gemeinde gleich einen Höchststand von rund 750 Einwohnern. In der Folge sank die Größe von Eyres-Moncube bei kurzen Erholungsphasen bis zu den 1980er Jahren auf rund 300 Einwohner, bevor ein moderates Wachstum einsetzte, das bis heute andauert.
| Jahr      | 1962 | 1968 | 1975 | 1982 | 1990 | 1999 | 2006 | 2010 | 2022 |
| --------- | ---- | ---- | ---- | ---- | ---- | ---- | ---- | ---- | ---- |
| Einwohner | 400  | 386  | 331  | 301  | 317  | 342  | 368  | 375  | 347  |

## Sehenswürdigkeiten

### PfarrkircheSaint-Barthélémy
Die erste, einfache Kirche wurde im 12. Jahrhundert errichtet. Durch Um- und Anbauten im Laufe der Jahrhunderte zeigt sie heute eine Mischung aus romanischen und gotischen Stilelementen. Ihr Langhaus mit drei Kirchenschiffen wird mit einem halbrunden Chor verlängert, der durch drei rundbogenförmige Fenster ausgeleuchtet wird. An die Apsis schließt sich südlich die Sakristei an. Die Wände des Langhauses werden durch rundbogenförmige Fenster unterbrochen, die außen mit den Strebepfeilern alternieren. Im Westen überragt der massive Glockenturm die Vorhalle, die sich über eine Arkade in Form eines gedrückten Spitzbogens an dessen Nordseite öffnet. Am Turm sind heute noch defensive Elemente, wie beispielsweise Schießscharten, zu erkennen. Auf seinem Zeltdach erhebt sich ein polygonaler, mit Schiefer gedeckter Helm.

### Kirche der Abtei Notre-Dame de Saint-Eustase
Die Benediktinerinnenabtei Eyres-Moncube ist im Jahre 1988 nach Plänen des Architekten Jacques de Saint-Rapt errichtet worden. Ihr viereckiger Glockenturm erhebt sich in der Mitte des Gebäudes über dem Altarraum. Ebenso befindet sich der Hauptaltar nicht wie üblich in der halbrunden Apsis, sondern im Langhaus. Der Grund für diese ungewöhnliche Aufteilung ist, dass die Nonnen hier in Klausur leben. Der westliche Teil der Kirche mit dem Haupteingang ist der Öffentlichkeit zugänglich, der östliche Teil ist den Nonnen vorbehalten. Die Glasfenster sind Werke des Glasmalermeisters Lestienne aus Tarbes.

### Grabkapelle des Generals Jean Maximilien Lamarque
Jean Maximilien Lamarque (1770–1832) war General während der Napoleonischen Kriege und später ein Mitglied des französischen Parlaments. Seine Familie stammte aus der Nachbargemeinde Saint-Sever. Nach seinem Tod wurde die Grabkapelle errichtet, wo er beigesetzt wurde.

### Schloss Laféourère
Es wurde 1810 auf einer Anhöhe über dem Tal des Gabas erbaut und der Benediktinerabtei von Saint-Eustase gegeben. Es besteht aus einem zweigeschossigen Wohngebäude mit einem Walmdach. Ein Dreiecksgiebel markiert die Mitte der Fassade. Ein schlanker, runder Turm ist an einer der Seitenfassaden angebaut. Das Gebäude strahlt eine gewisse Sachlichkeit aus. Das Schloss befindet sich in Privatbesitz und ist der Öffentlichkeit nicht zugänglich.

### Wassermühle
Sie datiert aus dem 16. Jahrhundert und ist eine der ältesten erhaltenen Wassermühlen des Départements. Das Gebäude und der Zulauf aus dem Gabas sind von gutem Zustand.

## Wirtschaft und Infrastruktur
Einer der wichtigsten Wirtschaftsfaktoren der Gemeinde bleibt die Landwirtschaft mit ihrer traditionellen Viehzucht, aber auch mit einer Diversifizierung in Richtung Geflügelzucht von Enten und Gänsen und dem Anbau von Mais.
Eyres-Moncube liegt in der Zone AOC des Weinbaugebiets Tursan.

### Bildung
Die Gemeinde verfügt über eine öffentliche Grundschule mit 43 Schülerinnen und Schülern im Schuljahr 2017/2018.

### Sport und Freizeit
Ein Rundweg mit einer Länge von 14,2 km führt vom Zentrum durch das Gebiet der Gemeinde u. a. an der Abtei Notre-Dame de Saint-Eustase und an der Grabkapelle des Generals Jean Maximilien Lamarque vorbei.

### Verkehr
Eyres-Moncube ist erreichbar über die Routes départementales 350E, 933S (ehemalige Route nationale 133) und 944 (ehemalige Route nationale 644).